# Famille Saint Offange
 (août 2025).
Motif : absences de sources centrées et de personnalités (?)
- Archive Wikiwix
- Bing
- Cairn
- DuckDuckGo
- E. Universalis
- Gallica
- Google
- G. Books
- G. News
- G. Scholar
- Persée
- Qwant
- (zh) Baidu
- (ru) Yandex
- (wd) trouver des œuvres sur Wikidata

| 1. | Préciser le motif de la pose du bandeau. | Précisez le motif de la pose du bandeau en utilisant la syntaxe suivante : {{admissibilité à vérifier\|date=août 2025\|motif=remplacez ce texte par le motif}}                             |
| 2. | Informer les utilisateurs concernés.     | Pensez à avertir le créateur de l'article, par exemple, en insérant le code ci-dessous sur sa page de discussion : {{subst:avertissement admissibilité à vérifier\|Famille Saint Offange}} |

 (août 2025).
Si vous disposez d'ouvrages ou d'articles de référence ou si vous connaissez des sites web de qualité traitant du thème abordé ici, merci de compléter l'article en donnant les références utiles à sa vérifiabilité et en les liant à la section « Notes et références ».
La famille de Saint Offange est une famille noble implantée en Anjou dès la fin du XIVe siècle, époque à laquelle Jean de Saint Offange et son épouse Françoise d’Andigné sont les parents de Jean de Saint Offange qui en 1437, par son mariage avec Olive Lechat, hérite de la Frappinière de Cossé-d'Anjou.
Ils possédaient d’autres et nombreux domaines en Anjou : Le Hurtault au Voide, l’Eperonnière à Saint-Aubin de Luigné, la Douanerie à Vauchrétien, les terres d’Armaillé et de l’Anjouère à La Pouëze, les terres et château de la Beuvrière à Grez-Neuville, la Roirie près de Segré, la Rivière d’Orveaux à Loiré. Plusieurs de ces domaines sont passées par la suite dans les héritages des familles d’Orvaux, Hullin de la Selle et de Terves.

## Histoire

### Trois frères de Saint Offange
François de Saint Offange habitait la Roirie avec son épouse Jeanne Lemasson entre 1502-1540 ; en 1552, il fortifia l'hostel de la Frappinière de Cossé-d'Anjou construit sous Geofrroy Frappin vers 1380. Leur fils René de Saint Offange, engagé dans le pacte catholique en 1576, eut quatre filles dont trois se firent religieuses, il fut aussi le père de trois frères.
- Artus de Saint Offange, marié avec Anne de Montours le 24 janvier 1575.
- François de Saint Offange, marié avec Marie de Brie le 28 février 1593.
- Amaury de Saint Offange, marié avec Ambroise de Clermont le 10 juillet 1597.

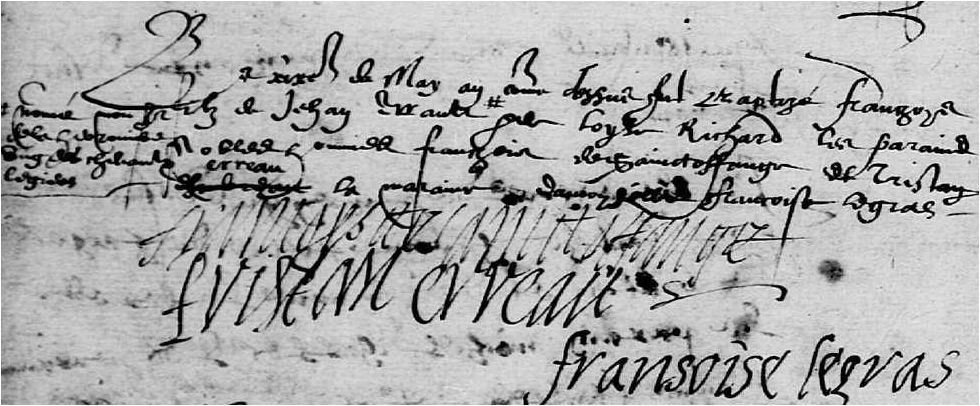
Signature de Amaury de St Offange sur registre paroissial de Rochefort sur Loire du 17 juillet 1597.

### Guerre de religions en Anjou et à Rochefort-sur-Loire auXVIesiècle

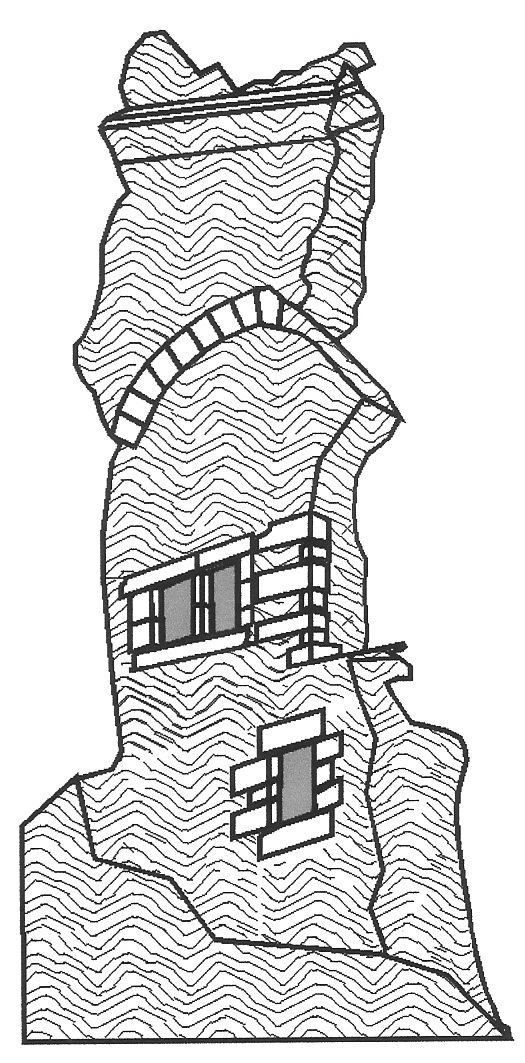
Ruine du château des Saint-Offange à Rochefort-sur-Loire.

En avril 1562 Hercules (ou Jacques) de Saint Aignan, ardent défenseur des protestants d’Anjou, participait à la prise éphémère d’Angers puis désarmait le château des Ponts-de-Cé et occupait la forteresse de Rochefort-sur-Loire ; il en fut rapidement délogé et odieusement massacré à Angers en juillet suivant.
En 1585 les trois frères de Saint Offange occupaient à leur tour le château de Rochefort ; après hésitation ils se mirent du côté du duc de Mercœur à la tête des ligueurs anti-huguenots, et se livrèrent au pillage ainsi qu'à des enlèvements (comme celui de Scipion Sardini, libéré contre rançon en 1590). En 1592 le siège du château, entrepris par Duplessis-Mornay à la tête de l’armée royale protestante, fut voué à l’échec, malgré un grand renfort d’hommes et de canons pendant plus de deux mois.
Le pays resta pendant dix ans à la merci des trois frères et de leurs bandes de pilleurs. Ils abandonnèrent la place en 1598 pour la somme de 6 000 écus, ne laissant que les murs ; la Ligue était morte et la paix était signée. Il fallut dix mois pour démolir ce qui restait de la forteresse, ce qui fut fait le 15 mai 1599.

## Deux de Saint Offange, Abbés de Saint-Maur
En 1652, Claude Madelon de Saint Offange (frère ou cousin des précédents ?) fut Prieur du Prieuré Saint Marc aux Rosiers dépendant de l’abbaye de St Maur au Thoureil en Anjou ; puis, après le décès de l’Abbé de Salles, Abbé de Saint Maur de 1591 à 1671. Il remit de l’ordre dans la vie monastique alors en débandade ; il est décédé le 24 avril 1682 et enterré dans l’abbaye.
En 1671, son petit neveu René Madelon de Saint Offange lui succéda à l’Abbaye de Saint-Maur ; il y fit enterrer ses parents François de Saint Offange et Marie Catherine de Villarmois en 1673 et 1679. (Lui-même est décédé à la Frapinière de Cossé-d’Anjou le 8 avril 1707).

## Épilogue
Le nom de Saint Offange s’est éteint avec la dernière héritière de Saint Offange mariée à Henri Turpin de Vihiers et de Crissé.
Il reste dans l'actuelle église Saint-Paul de Vivy en Maine-et-Loire une unique cloche venant de l’abbaye de Saint-Maur, installée en 1791, elle porte les armoiries de Claude Madelon de Saint Offange, Abbé de Saint Maur.

## Armoiries

Armes des Saint-Offange

Les armes de la famille Saint Offange se blasonnent ainsi : d'azur au chevron d'argent accompagné de trois molettes d'éperon de même, deux en chef et une en pointe.

## Personnalités
René de Saint Offange (1592) et Charles de Saint Offange (1597) faisaient partie de la liste des Chevaliers de Malte.